# Перу (переписна місцевість, Нью-Йорк)
Перу (англ. Peru) — переписна місцевість (CDP) в США, в окрузі Клінтон штату Нью-Йорк. Населення — 1843 особи (2020).

## Географія
Перу розташований за координатами 44°34′44″ пн. ш. 73°32′3″ зх. д. / 44.57889° пн. ш. 73.53417° зх. д. (44.578950, -73.534112).  За даними Бюро перепису населення США в 2010 році переписна місцевість мала площу 4,12 км², уся площа — суходіл. В 2017 році площа становила 4,98 км², уся площа — суходіл.

## Демографія
Згідно з переписом 2010 року, у переписній місцевості мешкала 1591 особа в 615 домогосподарствах у складі 449 родин. Густота населення становила 386 осіб/км².  Було 658 помешкань (160/км²).
Расовий склад населення:
| - 97,2 % — білих - 0,9 % — чорних або афроамериканців - 0,8 % — азіатів - 0,1 % — корінних американців |

До двох чи більше рас належало 0,8 %. Частка іспаномовних становила 2,1 % від усіх жителів.
За віковим діапазоном населення розподілялося таким чином: 25,1 % — особи молодші 18 років, 57,5 % — особи у віці 18—64 років, 17,4 % — особи у віці 65 років та старші. Медіана віку мешканця становила 41,8 року. На 100 осіб жіночої статі у переписній місцевості припадало 96,9 чоловіків;  на 100 жінок у віці від 18 років та старших — 90,1 чоловіків також старших 18 років.
Середній дохід на одне домашнє господарство  становив 85 473 долари США (медіана — 69 713), а середній дохід на одну сім'ю — 95 979 доларів (медіана — 71 964). За межею бідності перебувало 7,5 % осіб, у тому числі 13,2 % дітей у віці до 18 років та 0,0 % осіб у віці 65 років та старших.
Цивільне працевлаштоване населення становило 680 осіб. Основні галузі зайнятості: освіта, охорона здоров'я та соціальна допомога — 30,1 %, публічна адміністрація — 16,5 %, виробництво — 12,1 %, науковці, спеціалісти, менеджери — 7,8 %.